# 월드 헬로 데이
월드 헬로 데이(World Hello Day)는 매년 11월 21일을 기념하는 세속적 명절로, 갈등이 무력보다는 소통을 통해 해결되어야 한다는 뜻을 담고 있다. 참가자들은 이날 10명 이상의 사람들에게 구두로 인사를 건네며 평화를 유지하는 데 개인적인 의사소통의 중요성을 표현했다. 연례 글로벌 행사는 욤키푸르 전쟁에 대한 대응으로 1973년부터 기념되기 시작했다.

## 배경
매년 11월 21일은 월드 헬로 데이(World Hello Day)이다. 당일 최소 10명에게 인사하는 것이 목표다. 이 메시지는 세계 지도자들이 갈등을 해결하기 위해 무력보다는 의사소통을 활용해야 한다는 것이다.
월드 헬로 데이는 1973년 브라이언 맥코맥(Brian McCormack) 박사와 하버드 대학교를 졸업한 마이클 맥코맥에 의해 설립되었다. 맥코맥 형제는 첫 번째 월드 헬로 데이에 참여하도록 독려하기 위해 전 세계 정부 지도자들에게 7개 언어로 1,360통의 편지를 우편으로 보냈다. 그 이후로 180개국의 사람들이 월드 헬로 데이를 기념해 왔다.
10명 이상이면 누구나 간단히 인사만 하면 누구나 월드 헬로 데이에 참여할 수 있다. 이는 평화를 유지하기 위한 개인적인 의사소통의 중요성을 보여준다. 월드 헬로 데이는 1973년 가을 이집트와 이스라엘 간의 분쟁에 대응하여 시작되었다. 세계인들은 월드 헬로 데이를 세계 평화에 대한 관심을 표현하는 기회로 활용한다. 월드 헬로 데이를 맞아 간단한 인사를 시작으로 이들의 활동은 리더들에게 갈등을 해결하기 위해 강요보다는 소통을 활용하도록 독려하는 메시지를 전달한다. 월드 헬로 데이는 첫 해에 15개국의 지지를 얻었다.
노벨 평화상 수상자들은 월드 헬로 데이의 가치를 평화 보존을 위한 도구이자 전 세계 누구나 평화 창조 과정에 기여할 수 있는 기회로 삼는 사람들 중 하나이다. 다른 지지자에는 거의 100명의 작가, 연예인, 세계 지도자가 포함된다.